# محوطه شماره۶ شمس‌آباد
محوطه شماره۶ شمس‌آباد مربوط به هزاره سوم قبل از میلاد است و در شهرستان ایرانشهر، بخش بمپور، دهستان بمپور غربی، ۱/۹۵ کیلومتری شمال روستای شمس‌آباد واقع شده و این اثر در تاریخ ۲۷ اسفند ۱۳۸۶ با شمارهٔ ثبت ۲۲۶۲۷ به‌عنوان یکی از آثار ملی ایران به ثبت رسیده است.